# Dendronephthya pulchra
Dendronephthya pulchra is een zachte koraalsoort uit de familie Nephtheidae. De koraalsoort komt uit het geslacht Dendronephthya. Dendronephthya pulchra werd in 1905 voor het eerst wetenschappelijk beschreven door Thomson & Henderson. 